# Canton de La Chaise-Dieu
Le canton de La Chaise-Dieu est une ancienne division administrative française, située dans le département de la Haute-Loire en région Auvergne.

## Composition
Le canton de La Chaise-Dieu groupait onze communes :
| Nom                        | Code Insee | Intercommunalité            | Population (dernière pop. légale) |
| -------------------------- | ---------- | --------------------------- | --------------------------------- |
| La Chaise-Dieu (chef-lieu) | 43048      | CA du Puy-en-Velay          | 630 (2014)                        |
| Berbezit                   | 43027      | CC des Rives du Haut Allier | 54 (2014)                         |
| Bonneval                   | 43035      | CA du Puy-en-Velay          | 77 (2014)                         |
| La Chapelle-Geneste        | 43059      | CA du Puy-en-Velay          | 116 (2014)                        |
| Cistrières                 | 43073      | CA du Puy-en-Velay          | 142 (2014)                        |
| Connangles                 | 43076      | CA du Puy-en-Velay          | 145 (2014)                        |
| Félines                    | 43093      | CA du Puy-en-Velay          | 292 (2014)                        |
| Laval-sur-Doulon           | 43116      | CA du Puy-en-Velay          | 64 (2014)                         |
| Malvières                  | 43128      | CA du Puy-en-Velay          | 139 (2014)                        |
| Saint-Pal-de-Senouire      | 43214      | CC des Rives du Haut Allier | 109 (2014)                        |
| Sembadel                   | 43237      | CA du Puy-en-Velay          | 233 (2014)                        |

## Histoire
Le canton a été supprimé en mars 2015 à la suite du redécoupage des cantons du département et les onze communes ont rejoint le canton du Plateau du Haut-Velay granitique.

## Représentation

### Conseillers généraux de 1833 à 2015
| Période           | Identité                                    | Parti            | Qualité |
| ----------------- | ------------------------------------------- | ---------------- | --- |
| 1833-1848         | Pierre Pellet-Magaud (1776-1849)            |                  | Surnuméraire de l’administration de l’enregistrement des domaines au bureau de Brioude Propriétaire à Paulhac |
| 1848-1877 (décès) | Pierre Pellet (1813-1877)                   |                  | Notaire, maire de La Chaise-Dieu                                                                              |
| 1877-1883         | Jacques Antoine Godé                        | Républicain      | Notaire, maire de La Chaise-Dieu                                                                              |
| 1883-1903 (décès) | Laurent Chantelauze                         | Républicain      | Médecin de campagne à La Chaise-Dieu Député (1893-1898) Président du Conseil général                          |
| 1903-1912 (décès) | Émile Fabre                                 | Rad.             | Docteur en médecine à La Chaise-Dieu                                                                          |
| 1912-1914 (décès) | Paul Veyssière                              | Républicain      | Avocat à la Cour d'appel de Paris                                                                             |
| 1914-1935 (décès) | Alphonse Roux                               | SFIO puis PRS    | Négociant à La Chaise-Dieu                                                                                    |
| 1935-1937         | Benoit Philippon                            | Défense paysanne | Président de l'Union des syndicats forestiers de La Chaise-Dieu                                               |
| 1937-1940         | Maurice Chantelauze (fils de L.Chantelauze) | SFIO             | Garagiste Maire de La Chaise-Dieu (1937-1941)                                                                 |
|                   |                                             |                  | |
| 1945-1963 (décès) | Maurice Chantelauze                         | Rad.             | Ancien maire de La Chaise-Dieu Ancien Préfet de la Corrèze (1944-1946)                                        |
| 1964-1988         | Paul Perrin                                 | RI puis UDF      | Docteur en médecine à La Chaise-Dieu                                                                          |
| 1988-2001         | Paul Bard                                   | UDF              | Cadre, maire de Bonneval                                                                                      |
| 2001-2015         | Robert Flauraud                             | DVD              | Agent immobilier à Brioude Maire de La Chaise-Dieu jusqu'en 2008                                              |

### Conseillers d'arrondissement (de 1833 à 1940)
| Période                                  | Période | Identité                    | Étiquette   | Qualité |
| ---------------------------------------- | ------- | --------------------------- | ----------- | --- |
| 1833                                     |         | Adolphe Jourde-Pellet       |             | Notaire - Maire de La Chaise-Dieu                                                                           |
|                                          |         |                             |             | |
| 1848                                     | ?       | M. Godé                     |             | Notaire |
|                                          |         |                             |             | |
| 1883                                     | ?       | Claudius Sauron (1840-1903) | Républicain | Propriétaire à La Chaise-Dieu                                                                               |
|                                          |         |                             |             | |
| 3 nov. 1912                              | 1940    | Alexis Bernical             | Républicain | Pharmacien à La Chaise-Dieu, juge de paix honoraire                                                         |
| 1940                                     |         |                             |             | Les conseils d'arrondissement ont été suspendus par la loi du 12 octobre 1940 et n'ont jamais été réactivés |
| Les données manquantes sont à compléter. |         |                             |             | |

## Démographie
| 1962  | 1968  | 1975  | 1982  | 1990  | 1999  | 2006  | 2011  | 2012  |
| ----- | ----- | ----- | ----- | ----- | ----- | ----- | ----- | ----- |
| 3 767 | 3 345 | 2 948 | 2 560 | 2 325 | 2 198 | 2 204 | 2 101 | 2 067 |